# Riccardo Rosa
Riccardo Rosa (Lisignago, 7 aprile 1902 – 28 settembre 1970) è stato un politico italiano, presidente della Provincia autonoma di Trento dal 1956 al 1960.

## Biografia
Avvocato, ha fatto parte del Consiglio della Provincia autonoma di Trento nella prima, seconda, terza e quarta legislatura (13 dicembre 1948 - 13 dicembre 1964). 
Dal 13 dicembre 1952 al 12 dicembre 1954 è stato presidente del Consiglio regionale del Trentino-Alto Adige. Dal 15 dicembre 1956 al 30 dicembre 1960 è stato presidente della giunta della Provincia autonoma di Trento.